# Етнички сензитивна пракса
Етнички сензитивна пракса је професионални социјални рад који наглашава вредности и посебне капацитете, разликујуће културне историје и уникатне потребе људи који припадају различитим етничким групама. Вредности и етика социјалног рада наглашавају неопходност етнички сензитивне праксе.